# انقلاب‌های ۱۹۸۹

تصویر متحرک از نقشه‌ها که سقوط رژیم‌های کمونیستی در اروپای شرقی و فروپاشی اتحاد جماهیر شوروی را نشان می‌دهد که بعدها منجر به برخی از اتفاقات در فضای پس از شوروی شد.

انقلاب‌های ۱۹۸۹ بخشی از یک موج انقلابی در اواخر دهه ۱۹۸۰ و اوایل دهه ۱۹۹۰ است که منجر به فروپاشی حکومت‌های کمونیستی در اروپای مرکزی و شرقی اروپا و فراتر از آن شد. این دوره گاهی به نام پاییز ملت‌ها نیز نامیده می‌شود؛ در کنار اصطلاح «بهار ملت‌ها» که گاهی برای توصیف انقلاب‌های ۱۸۴۸ استفاده شده‌است.
این موج انقلابی، جنبش‌ها و انقلاب‌های سیاسی متعددی را با شدت‌ها و اثرهای مختلفی دربر گرفت از جمله در کشورهای:
 چین (تظاهرات میدان تیان آن من)
 لهستان
 مجارستان
 آلمان شرقی
 چکسلواکی
 بلغارستان
 رومانی
 جمهوری فدرال سوسیالیستی یوگسلاوی
 آلبانی
 اتحاد جماهیر شوروی (فروپاشی)
اصلاحات در شوروی و کشورهای متحد آن تغییرات چشمگیری در کشورهای کمونیست و سوسیالیست در خارج از اروپا را نیز شامل شد.